# 古賀繁輝
古賀 繁輝（こが しげき、1986年7月19日 - ）は、佐賀県出身の競艇選手。登録番号4294。身長164cm。血液型B型。94期。佐賀支部所属。同期に岡崎恭裕、今井貴士、中西裕子らがいる。

## 来歴
- やまと競艇学校時代は、リーグ戦勝率6.71（準優出6 優出2）の成績を残して、卒業記念競走で優勝。
- 2004年5月13日、唐津競艇場でデビュー。5月15日、初勝利（4走目）。
- 2006年9月24日、琵琶湖競艇場での「GIII2006新鋭リーグ第17戦」で初優勝（優出8回目）。
- 2007年1月23日、大村競艇場での「第21回新鋭王座決定戦」にG1初出場。
- 2012年10月23日、福岡競艇場での「SG第59回全日本選手権」でSG初出場。